# Dina de Marco
Dinazar Nuñez Jiménez, bardziej znana jako Dina de Marco (ur. 6 lipca 1937 w Meksyku, zm. 17 czerwca 1998 w Meksyku) – meksykańska aktorka filmowa i telewizyjna.
Rola Crisanty była jej ostatnią rolą w telenoweli Esmeralda (1997). Zmarła 17 czerwca 1998 roku na raka.

## Życie prywatne
Była żoną aktora i reżysera Rafaela Banquells. Ich dziećmi byli: Rocío Banquells, Mary Paz Banquells, Rafael Banquells i Ariadne.

## Wybrana filmografia
- 1997: Esmeralda jako Crisanta
- 1996: Zakazane uczucia jako Donata